# Ольховка (Бижбулякский район)
Ольховка (баш. Ольховка) — деревня в Бижбулякском районе Башкортостана, относится к Дёмскому сельсовету (Бижбулякский район).

## История
Статус деревня, сельского населённого пункта, посёлок получил согласно Закону Республики Башкортостан от 20 июля 2005 года N 211-з «О внесении изменений в административно-территориальное устройство Республики Башкортостан в связи с образованием, объединением, упразднением и изменением статуса населённых пунктов, переносом административных центров», ст.1:

6. Изменить статус следующих населённых пунктов, установив тип поселения — деревня:

5) в Бижбулякском районе:…
 ч) поселка Ольховка Демского сельсовета

## Географическое положение
Находится на левом берегу реки Зирекликуль приток реки Серяш.
Расстояние до:
- районного центра (Бижбуляк): 34 км,
- центра сельсовета (Демский): 7 км,
- ближайшей ж/д станции (Приютово): 74 км.

## Население
| 2002 | 2009 | 2010 |
| ---- | ---- | ---- |
| 221  | ↘171 | ↘151 |

Национальный состав
Согласно переписи 2002 года, преобладающая национальность — башкиры (58 %).